# Tereșcenkî, Kotelva
Tereșcenkî (în ucraineană Терещенки) este un sat în comuna Kozlivșciîna din raionul Kotelva, regiunea Poltava, Ucraina.

## Demografie
Componența lingvistică a localității Tereșcenkî
     Ucraineană (95,16%)
     Rusă (4,84%)
Conform recensământului din 2001, majoritatea populației localității Tereșcenkî era vorbitoare de ucraineană (95,16%), existând în minoritate și vorbitori de rusă (4,84%).